# Rotbeinige Baumwanze
Die Rotbeinige Baumwanze (Pentatoma rufipes) gehört zur Familie der Baumwanzen (Pentatomidae). Das Epitheton rufipes bedeutet „rotfüßig“ beziehungsweise „rotbeinig“ und nimmt auf die roten Beine der Wanze Bezug. Sie ist eine der größten mitteleuropäischen Wanzenarten.

## Merkmale und Lebensweise
Die Rotbeinige Baumwanze erreicht Körperlängen zwischen 12 und 15 Millimeter. Sie ist im Herbst dunkelbraun, im Sommer heller, meist bronzefarben gefärbt. Die Seitenränder des Halsschildes (Pronotum) sind stark nach oben geschwungen und laufen in fast rechteckig gewinkelte und jeweils mit einem spitzen Zahn versehene Lappen aus. Das Schildchen (Scutellum) ist an der Spitze leuchtend orange gefärbt. Die Beine und das erste Segment der Fühler sind meist rotbraun. Der dünne Rüssel (Rostrum) ist sehr lang und erreicht den Hinterrand des 2. Hinterleibssegmentes. Die Larven sind dunkel, werden aber vor allem am Hinterleib mit zunehmendem Alter heller.
Die Tiere ernähren sich sowohl pflanzlich als auch von tierischer Nahrung. Die Tiere saugen an Knospen, jungen Trieben und reifenden Früchten. Es werden auch Eier, Larven und Puppen von Insekten erbeutet oder tote Gliederfüßer ausgesaugt.
Die Weibchen legen nach der Paarung die Eier auf einer Blattoberseite ab. Pentatoma rufipes überwintert im Gegensatz zu anderen Baumwanzen als Junglarve im 2. Larvenstadium unter Rinde, in Borkenspalten oder in Moos, und nicht als vollentwickeltes Tier. Die weitere Entwicklung zur Imago findet auf Laubbäumen statt.

## Verbreitung und Lebensräume
Die Art ist regelmäßig und häufig und in ganz Europa bis nach Kleinasien und Sibirien verbreitet. In den Alpen kommt die Art bis ca. 1500 m Höhe vor.
Zu den Lebensräumen der Rotbeinigen Baumwanze zählen Waldränder, Parkanlagen und Gärten. Hier lebt sie an Sträuchern und auf Laubbäumen wie Eichen, Linden und Ahornen meist in den Baumkronen. Seltener findet man sie an Nadelbäumen. Auf Obstbäumen kann sie bei Massenauftreten Schäden an den Früchten herbeiführen. Zuweilen dringen sie bis in die Städte vor, wo sie – von Lichtquellen angelockt – selbst in Wohnungen fliegen.

## Bilder

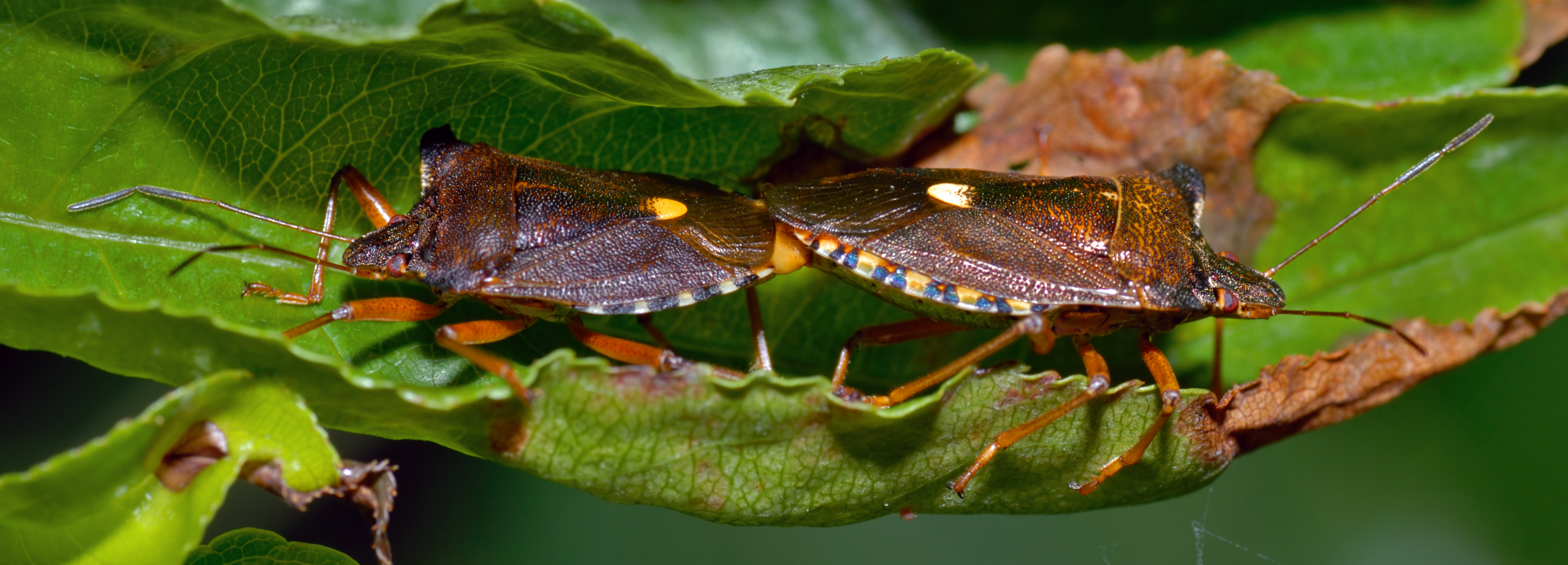
Paarung
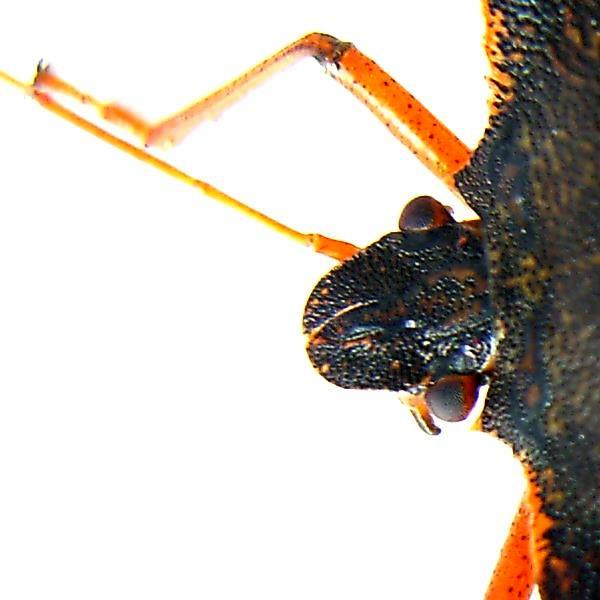
Kopf
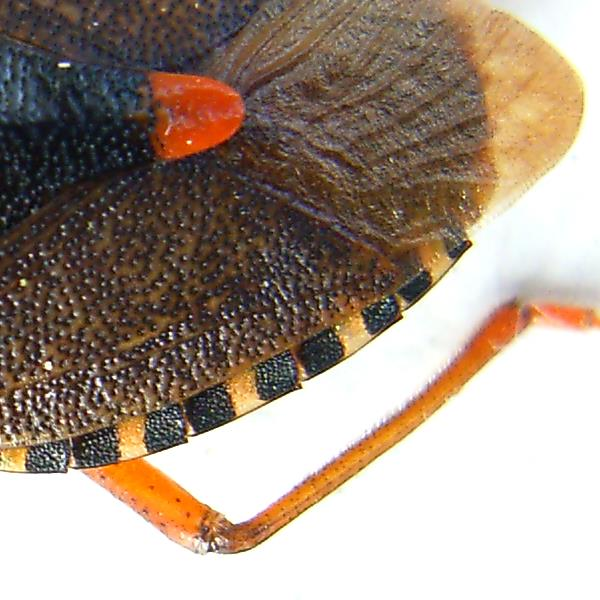
Hinterleib
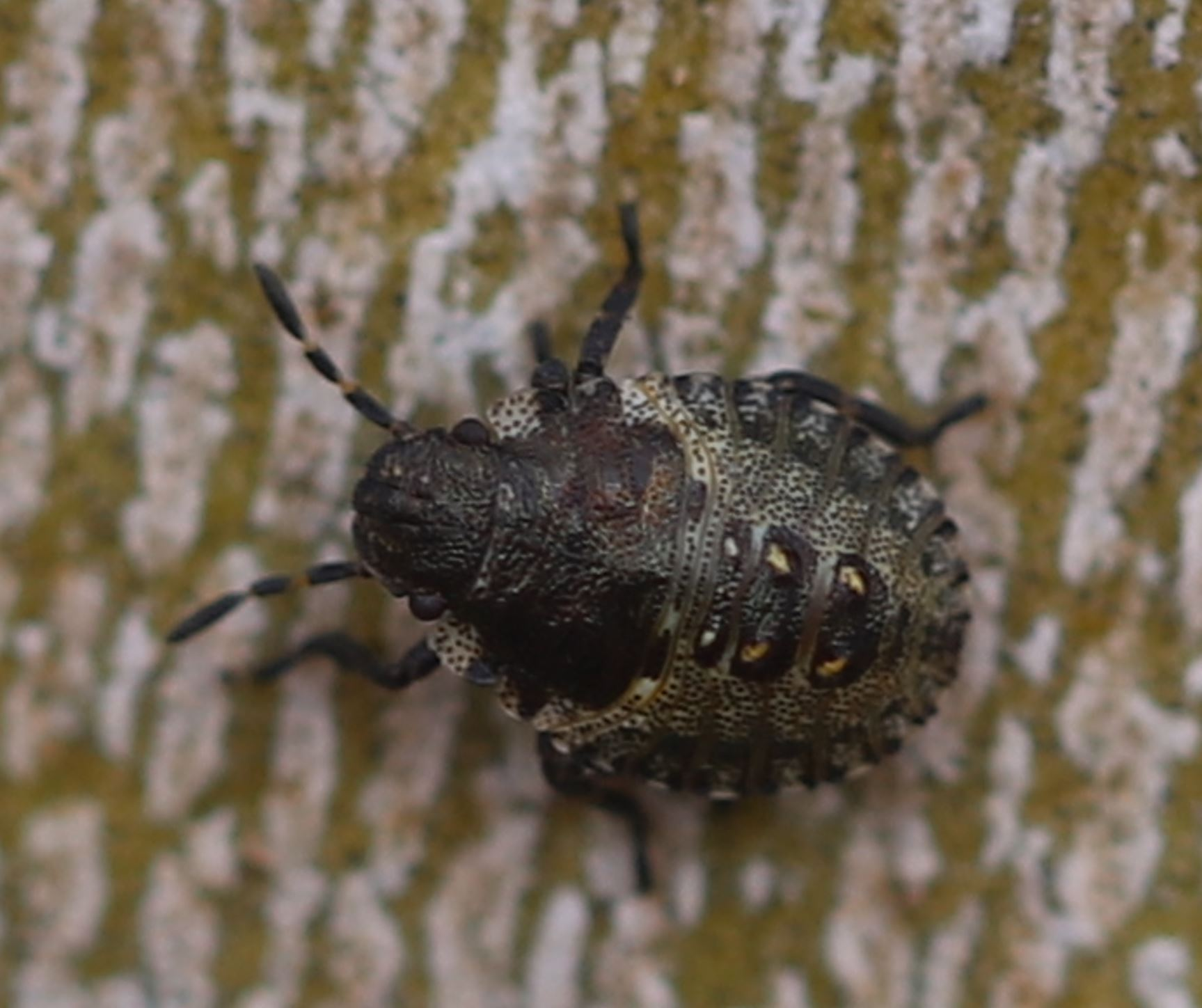
Jungnymphe Mitte November am Stamm einer Platane
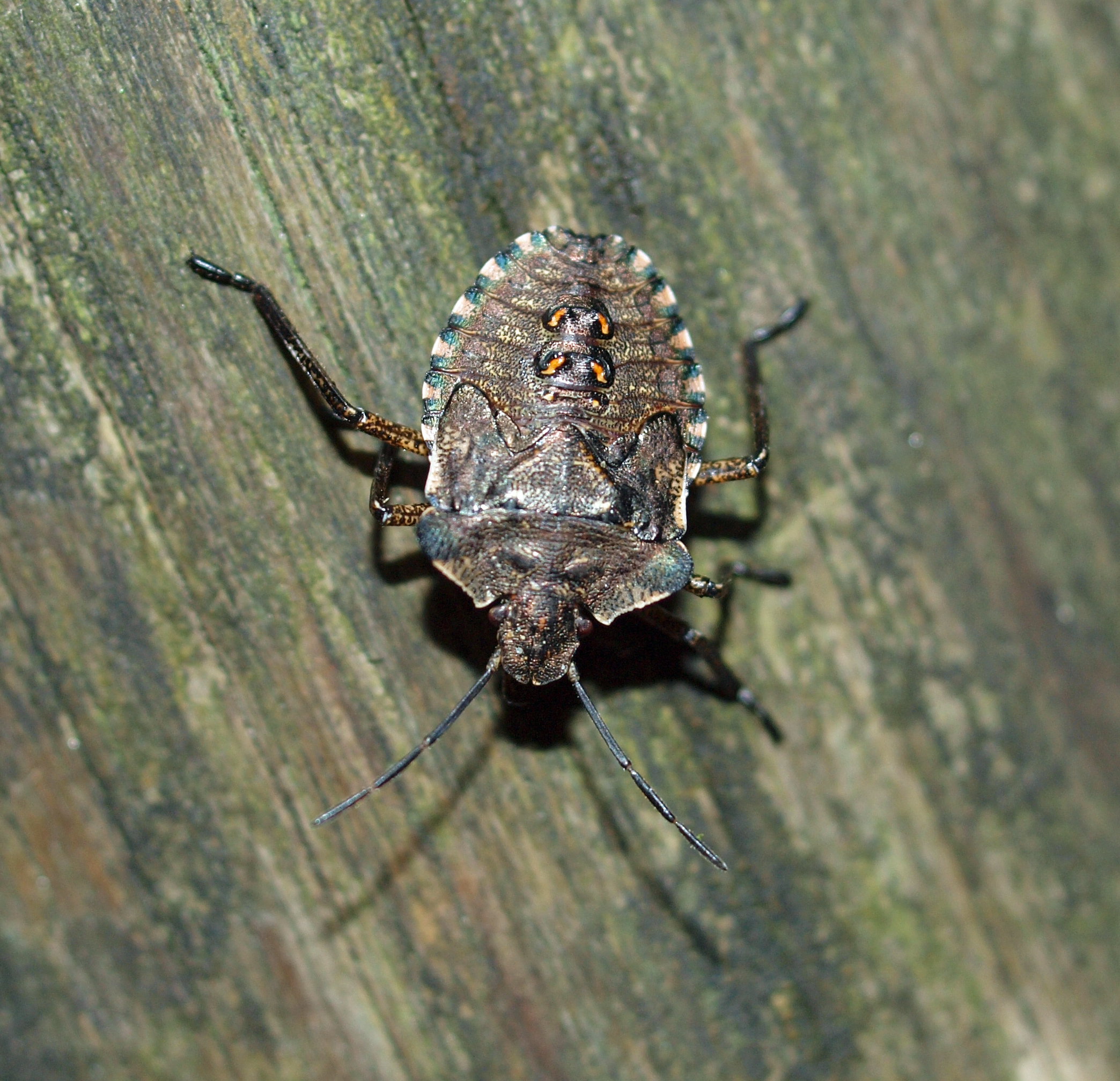
Reife Nymphe